# Mykyta Shevchenko
Mykyta Ruslanovych Shevchenko, mais conhecido como Mykyta Shevchenko (Horlivka, 26 de janeiro de 1993), é um futebolista ucraniano que atua como goleiro. Atualmente, defende o Shakhtar Donetsk.

## Carreira
Mykyta Shevchenko fez parte do elenco da Seleção Ucraniana de Futebol da Eurocopa de 2016.

## Títulos
Shakhtar Donetsk
- Campeonato Ucraniano : 2016–17, 2017-18, 2018-19, 2019-20
- Copa da Ucrânia : 2016–17, 2017-18, 2018-19
- Supercopa da Ucrânia: 2017